# Cornebarrieu
Cornebarrieu, en occitan Còrnabarriu, est une commune française située dans le nord du département de la Haute-Garonne en région Occitanie. Sur le plan historique et culturel, la commune est dans le Pays toulousain, qui s’étend autour de Toulouse le long de la vallée de la Garonne, bordé à l’ouest par les coteaux du Savès, à l’est par ceux du Lauragais et au sud par ceux de la vallée de l’Ariège et du Volvestre.
Exposée à un climat océanique altéré, elle est drainée par l'Aussonnelle, le ruisseau du Rouchet et par divers autres petits cours d'eau. La commune possède un patrimoine naturel remarquable composé d'une zone naturelle d'intérêt écologique, faunistique et floristique.
Cornebarrieu est une commune urbaine qui compte 8 571 habitants en 2022, après avoir connu une forte hausse de la population depuis 1975. Elle appartient à l'unité urbaine de Toulouse et fait partie de l'aire d'attraction de Toulouse. Ses habitants sont appelés les Cornebarriens ou Cornebarriennes.

## Géographie

### Localisation
La commune de Cornebarrieu se trouve dans le département de la Haute-Garonne, en région Occitanie.
Elle se situe à 11 km à vol d'oiseau de Toulouse, préfecture du département, et à 5 km de Blagnac, bureau centralisateur du canton de Blagnac dont dépend la commune depuis 2015 pour les élections départementales.
La commune fait en outre partie du bassin de vie de Toulouse.
Les communes les plus proches sont : 
Aussonne (3,9 km), Mondonville (4,0 km), Colomiers (4,1 km), Beauzelle (4,5 km), Pibrac (4,9 km), Blagnac (5,3 km), Seilh (5,5 km), Fenouillet (6,4 km).
Sur le plan historique et culturel, Cornebarrieu fait partie du pays toulousain, une ceinture de plaines fertiles entrecoupées de bosquets d'arbres, aux molles collines semées de fermes en briques roses, inéluctablement grignotée par l'urbanisme des banlieues.
Cornebarrieu est limitrophe de cinq autres communes.

Panorama de Cornebarrieu vu depuis la terrase du château haut en 2020

Les communes limitrophes sont Aussonne, Colomiers, Blagnac, Mondonville et Pibrac.
| Mondonville | Aussonne     | Beauzelle |
|             | Cornebarrieu | Blagnac   |
| Pibrac      | Colomiers    |           |

### Relief et géologie
La superficie de la commune est de 1 870 hectares ; son altitude varie de 130  à   188 mètres.

### Hydrographie

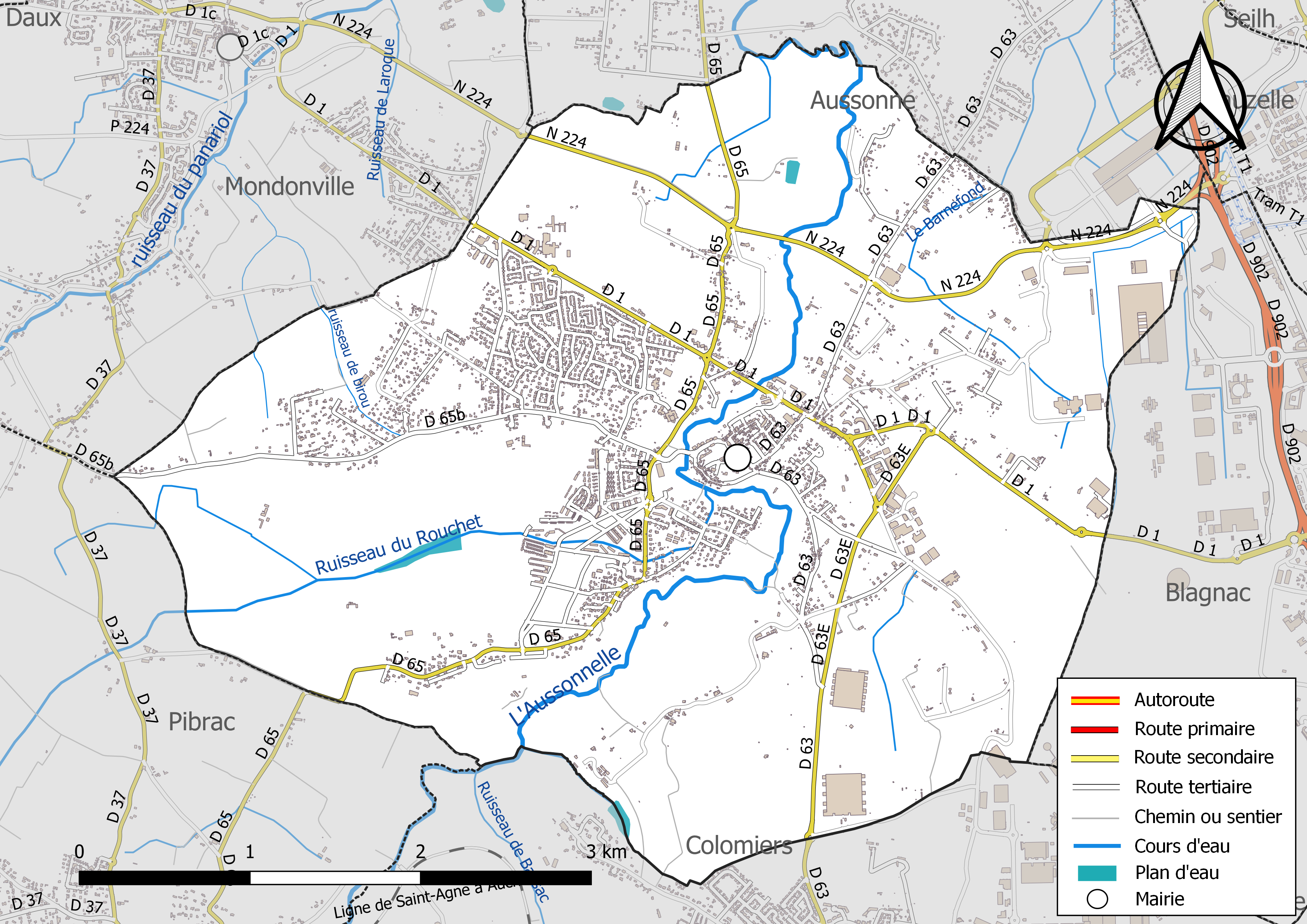
Réseaux hydrographique et routier de Cornebarrieu.

La commune est dans le bassin de la Garonne, au sein du bassin hydrographique Adour-Garonne. Elle est drainée par l'Aussonnelle, le ruisseau du Rouchet, le Barnefond, le ruisseau des Garossos et par divers petits cours d'eau, constituant un réseau hydrographique de 18 km de longueur totale,.
L'Aussonnelle, d'une longueur totale de 42,4 km, prend sa source dans la commune de Saint-Thomas et s'écoule du sud-ouest vers le nord-est. Il traverse la commune et se jette dans la Garonne à Seilh, après avoir traversé 12 communes.

### Climat
Pour des articles plus généraux, voir Climat de l'Occitanie et Climat de la Haute-Garonne.
En 2010, le climat de la commune est de type climat du Bassin du Sud-Ouest, selon une étude s'appuyant sur une série de données couvrant la période 1971-2000. En 2020, Météo-France publie une typologie des climats de la France métropolitaine dans laquelle la commune est exposée à un climat océanique altéré et est dans la région climatique Aquitaine, Gascogne, caractérisée par une pluviométrie abondante au printemps, modérée en automne, un faible ensoleillement au printemps, un été chaud (19,5 °C), des vents faibles, des brouillards fréquents en automne et en hiver et des orages fréquents en été (15 à 20 jours).
Pour la période 1971-2000, la température annuelle moyenne est de 13,4 °C, avec une amplitude thermique annuelle de 15,6 °C. Le cumul annuel moyen de précipitations est de 702 mm, avec 9,4 jours de précipitations en janvier et 5,5 jours en juillet. Pour la période 1991-2020, la température moyenne annuelle observée sur la station météorologique la plus proche, située sur la commune de Blagnac à 5 km à vol d'oiseau, est de 14,2 °C et le cumul annuel moyen de précipitations est de 627,0 mm,. Pour l'avenir, les paramètres climatiques de la commune estimés pour 2050 selon différents scénarios d'émission de gaz à effet de serre sont consultables sur un site dédié publié par Météo-France en novembre 2022.

### Milieux naturels et biodiversité

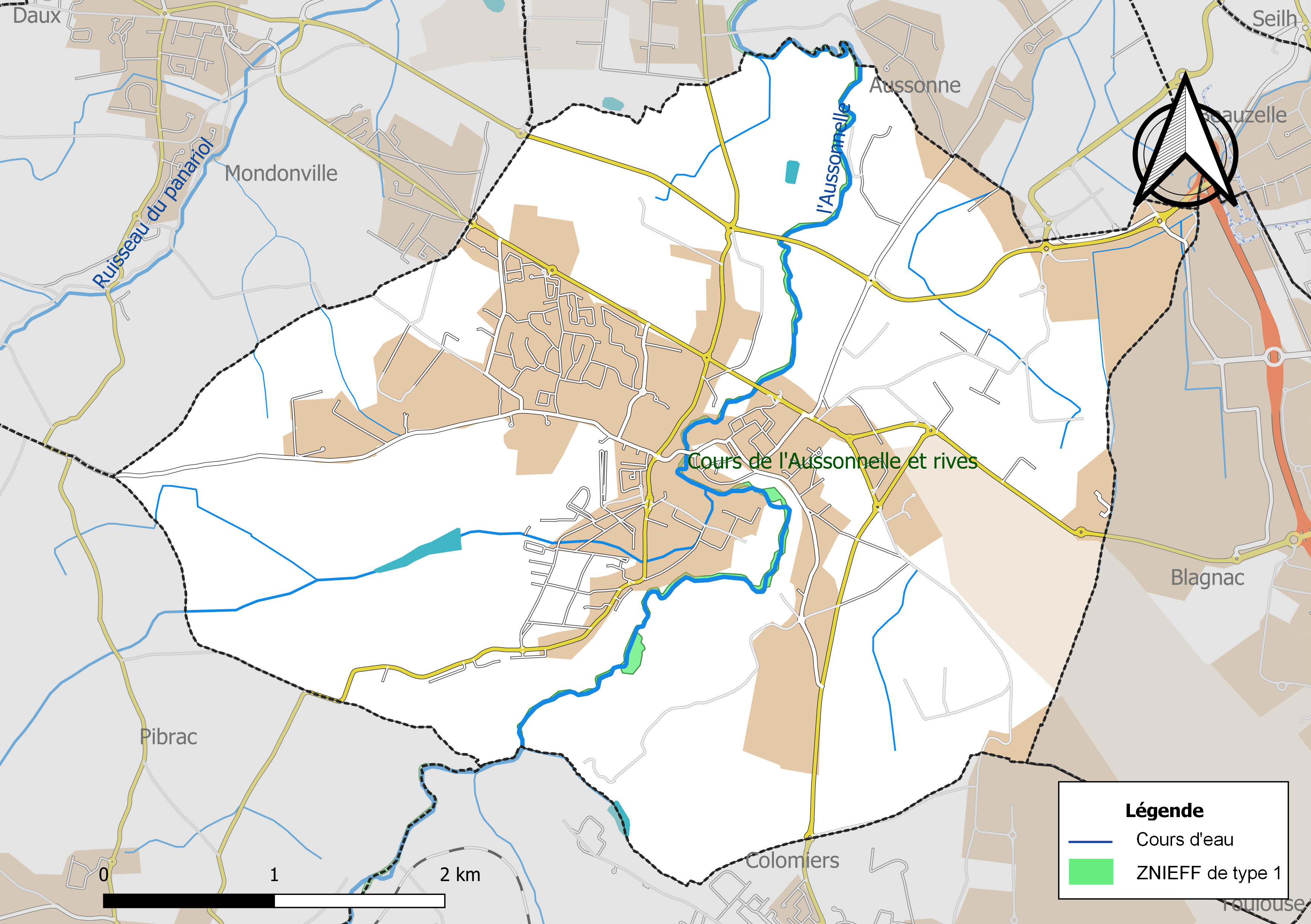
Carte de la ZNIEFF de type 1 localisée sur la commune.

L’inventaire des zones naturelles d'intérêt écologique, faunistique et floristique (ZNIEFF) a pour objectif de réaliser une couverture des zones les plus intéressantes sur le plan écologique, essentiellement dans la perspective d’améliorer la connaissance du patrimoine naturel national et de fournir aux différents décideurs un outil d’aide à la prise en compte de l’environnement dans l’aménagement du territoire.
Une ZNIEFF de type 1 est recensée sur la commune :
le « cours de l'Aussonnelle et rives » (76 ha), couvrant 12 communes du département.

## Urbanisme

### Typologie
Au 1er janvier 2024, Cornebarrieu est catégorisée ceinture urbaine, selon la nouvelle grille communale de densité à sept niveaux définie par l'Insee en 2022.
Elle appartient à l'unité urbaine de Toulouse, une agglomération inter-départementale regroupant 81  communes, dont elle est une commune de la banlieue,,. Par ailleurs la commune fait partie de l'aire d'attraction de Toulouse, dont elle est une commune de la couronne,. Cette aire, qui regroupe 527 communes, est catégorisée dans les aires de 700 000 habitants ou plus (hors Paris),.

### Occupation des sols

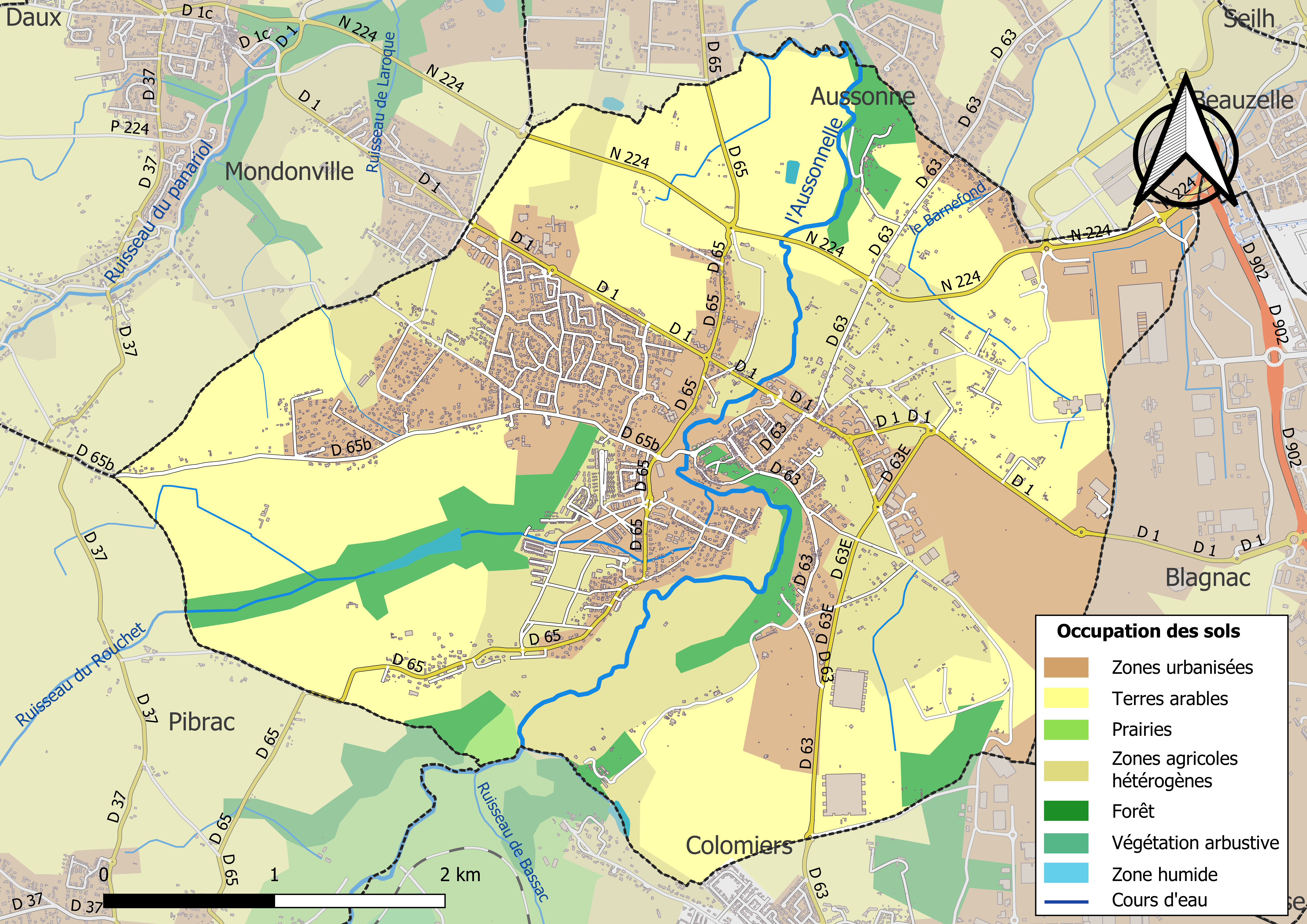
Carte des infrastructures et de l'occupation des sols de la commune en 2018 (CLC).

L'occupation des sols de la commune, telle qu'elle ressort de la base de données européenne d’occupation biophysique des sols Corine Land Cover (CLC), est marquée par l'importance des territoires agricoles (56,5 % en 2018), en diminution par rapport à 1990 (76,9 %). La répartition détaillée en 2018 est la suivante : 
terres arables (39,2 %), zones urbanisées (23,7 %), zones agricoles hétérogènes (16,9 %), zones industrielles ou commerciales et réseaux de communication (10,3 %), forêts (7,8 %), mines, décharges et chantiers (1,6 %), prairies (0,4 %). L'évolution de l’occupation des sols de la commune et de ses infrastructures peut être observée sur les différentes représentations cartographiques du territoire : la carte de Cassini (XVIIIe siècle), la carte d'état-major (1820-1866) et les cartes ou photos aériennes de l'IGN pour la période actuelle (1950 à aujourd'hui).

### Voies de communication et transports
Accès par la route par l'itinéraire à Grand Gabarit, l'autoroute A621 sortie  04 et avec le réseau Arc-en-ciel, les transports à la demande dans l'agglomération toulousaine.
La ligne 17 du réseau Tisséo part de la station de tramway Andromède-Lycée à Blagnac jusqu'à Mondonville en passant par le centre de la commune et la Clinique des Cèdres. Les lignes de transport à la demande 118 et 120 desservent également Cornebarrieu et rabattent vers la gare de Colomiers (ligne C) ou la station Aéroconstellation (ligne T1).
Les lignes 362, 369 et 373 du réseau Arc-en-Ciel desservent également la commune, et relient la gare routière de Toulouse au nord-ouest de la Haute-Garonne (Grenade, Cadours...).
Accès également par le rail avec la ligne C du réseau de transports en commun de Toulouse et la ligne ferroviaire Toulouse - Auch avec les trains TER Occitanie depuis la station Colomiers – Gare-SNCF.
Par avion : aéroport de Toulouse-Blagnac.

### Risques majeurs
Le territoire de la commune de Cornebarrieu est vulnérable à différents aléas naturels : météorologiques (tempête, orage, neige, grand froid, canicule ou sécheresse), inondations et séisme (sismicité très faible). Un site publié par le BRGM permet d'évaluer simplement et rapidement les risques d'un bien localisé soit par son adresse soit par le numéro de sa parcelle.
Certaines parties du territoire communal sont susceptibles d’être affectées par le risque d’inondation par débordement de cours d'eau, notamment l'Aussonnelle. La commune a été reconnue en état de catastrophe naturelle au titre des dommages causés par les inondations et coulées de boue survenues en 1982, 1988, 1989, 1993, 1994, 1999, 2000 et 2009,.

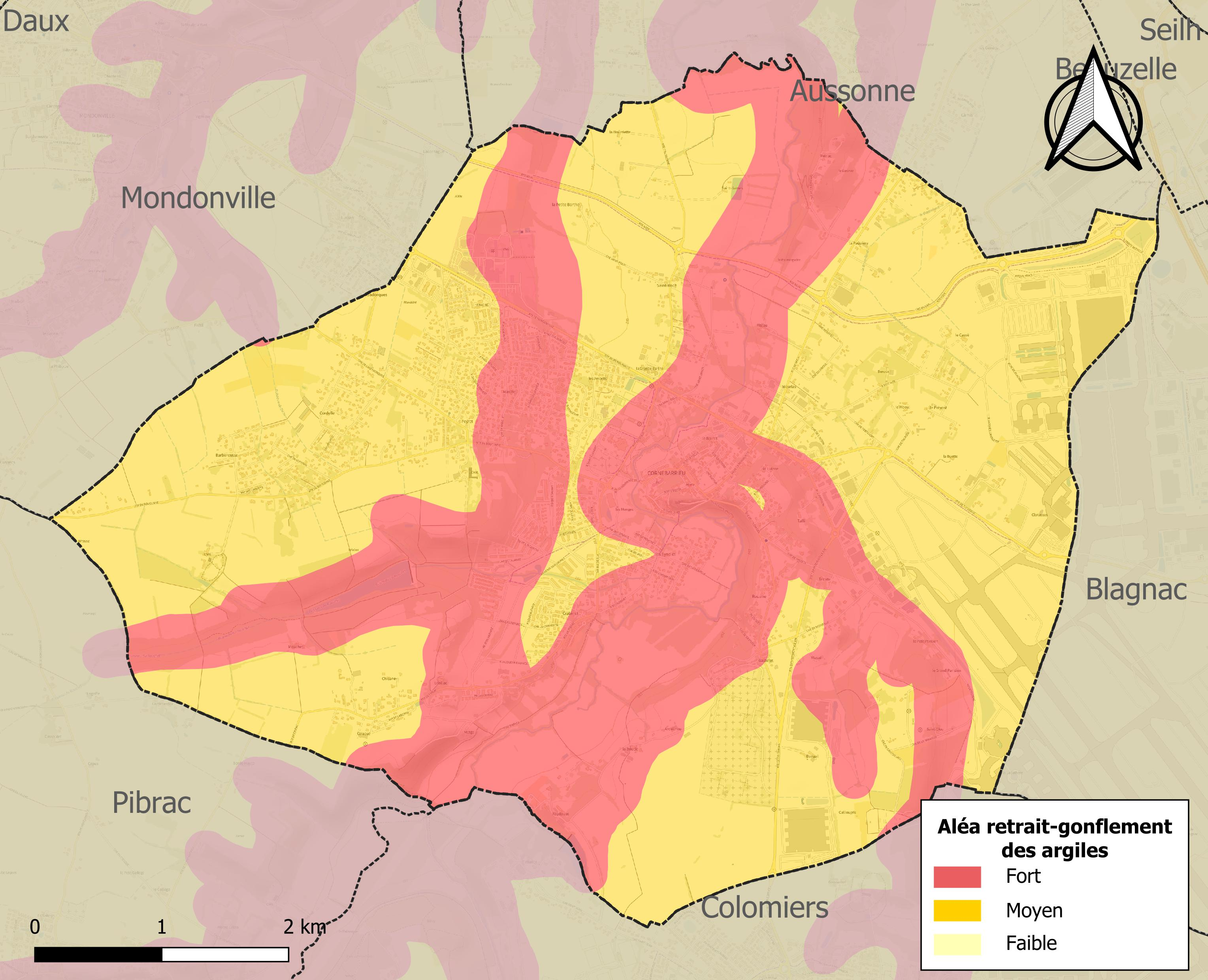
Carte des zones d'aléa retrait-gonflement des sols argileux de Cornebarrieu.

Le retrait-gonflement des sols argileux est susceptible d'engendrer des dommages importants aux bâtiments en cas d’alternance de périodes de sécheresse et de pluie. La totalité de la commune est en aléa moyen ou fort (88,8 % au niveau départemental et 48,5 % au niveau national). Sur les 2 125 bâtiments dénombrés sur la commune en 2019, 2 125 sont en aléa moyen ou fort, soit 100 %, à comparer aux 98 % au niveau départemental et 54 % au niveau national. Une cartographie de l'exposition du territoire national au retrait gonflement des sols argileux est disponible sur le site du BRGM,.
Par ailleurs, afin de mieux appréhender le risque d’affaissement de terrain, l'inventaire national des cavités souterraines permet de localiser celles situées sur la commune.
Concernant les mouvements de terrains, la commune a été reconnue en état de catastrophe naturelle au titre des dommages causés par la sécheresse en 1995, 1998, 2003, 2012, 2017 et 2020 et par des mouvements de terrain en 1999.

## Histoire
Préhistoire
Le site de Rominguière, fouillé en préventif pour la construction de l'ITGG A380 au début des années 2000, a livré au bord de l'ancien lit de l'Aussonnelle plusieurs milliers de pièces lithiques, dans une seule couche archéologique épaisse d'environ 1 m. Certains aspects de cet ensemble laissent penser qu'il serait plus archaïque que l'Acheuléen moyen de la région du Midi toulousain. L'occupation originelle se trouvait vraisemblablement en haut du talus existant à l'époque.
Antiquité
En 2005, les travaux sur le site de la future ZAC des Monges ont permis de découvrir les vestiges d’une villa gallo-romaine du Haut-Empire (Ier siècle de notre ère).
XXIe siècle
Le 29 avril 2006 s'est ouvert à Cornebarrieu le centre de rétention administrative de Cornebarrieu construit par l'État dans l'enceinte de l'aéroport de Toulouse Blagnac (qui n'est pas le premier en région toulousaine), remplaçant l'ancien centre qui était installé dans des conditions de « confort » très relatives dans un ancien bâtiment à vocation industrielle dans Toulouse.

### Héraldique
| Cornebarrieu | Son blasonnement est : D'azur aux trois fusées accolées en fasce d'argent, accompagnées en chef d'un lambel de quatre pendants du même. |

Au début des années 2000, le graphiste Philippe Orseau a modernisé le logo de la ville. Visible sur www.cornebarrieu.com

### Étymologie
Son nom occitan est (Còrnabarriu)

## Politique et administration

### Administration municipale
Le nombre d'habitants au recensement de 2017 étant compris entre 5 000 habitants et 9 999 habitants, le nombre de membres du conseil municipal pour l'élection de 2020 est de vingt-neuf,.

### Rattachements administratifs et électoraux
Commune faisant partie de la Première circonscription de la Haute-Garonne, de Toulouse Métropole et du canton de Blagnac.

### Politique de développement durable
La commune a engagé dans une politique de développement durable en lançant une démarche d'Agenda 21 en 2007.

## Démographie
L'évolution du nombre d'habitants est connue à travers les recensements de la population effectués dans la commune depuis 1793. Pour les communes de moins de 10 000 habitants, une enquête de recensement portant sur toute la population est réalisée tous les cinq ans, les populations de référence des années intermédiaires étant quant à elles estimées par interpolation ou extrapolation. Pour la commune, le premier recensement exhaustif entrant dans le cadre du nouveau dispositif a été réalisé en 2007.

En 2022, la commune comptait 8 571 habitants, en évolution de +31,44 % par rapport à 2016 (Haute-Garonne : +8,02 %, France hors Mayotte : +2,11 %).
| 1793 | 1800 | 1806 | 1821 | 1831 | 1836 | 1841 | 1846 | 1851 |
| ---- | ---- | ---- | ---- | ---- | ---- | ---- | ---- | ---- |
| 682  | 577  | 702  | 709  | 737  | 854  | 892  | 861  | 862  |

| 1856 | 1861 | 1866 | 1872 | 1876 | 1881 | 1886 | 1891 | 1896 |
| ---- | ---- | ---- | ---- | ---- | ---- | ---- | ---- | ---- |
| 862  | 852  | 868  | 829  | 781  | 756  | 758  | 762  | 769  |

| 1901 | 1906 | 1911 | 1921 | 1926 | 1931 | 1936 | 1946 | 1954  |
| ---- | ---- | ---- | ---- | ---- | ---- | ---- | ---- | ----- |
| 769  | 776  | 747  | 622  | 685  | 706  | 777  | 837  | 1 034 |

| 1962  | 1968  | 1975  | 1982  | 1990  | 1999  | 2006  | 2007  | 2012  |
| ----- | ----- | ----- | ----- | ----- | ----- | ----- | ----- | ----- |
| 1 217 | 1 844 | 2 524 | 2 803 | 3 794 | 4 694 | 5 450 | 5 556 | 5 798 |

| 2017  | 2022  | - | - | - | - | - | - | - |
| ----- | ----- | - | - | - | - | - | - | - |
| 6 592 | 8 571 | - | - | - | - | - | - | - |

| selon la population municipale des années : | 1968 | 1975 | 1982 | 1990 | 1999 | 2006 | 2009 | 2013 |
| Rang de la commune dans le département      | 38   | 34   | 41   | 36   | 34   | 31   | 33   | 32   |
| Nombre de communes du département           | 592  | 582  | 586  | 588  | 588  | 588  | 589  | 589  |

## Économie

### Revenus
En 2018  (données Insee publiées en septembre 2021), la commune compte 2 971 ménages fiscaux, regroupant 7 204 personnes. La médiane du revenu disponible par unité de consommation est de 25 700 € (23 140 € dans le département). 65 % des ménages fiscaux sont imposés (55,3 % dans le département).

### Emploi
|                | 2008  | 2013  | 2018  |
| -------------- | ----- | ----- | ----- |
| Commune        | 5,2 % | 5,7 % | 7,1 % |
| Département    | 7,7 % | 9,6 % | 9,3 % |
| France entière | 8,3 % | 10 %  | 10 %  |

En 2018, la population âgée de 15 à 64 ans s'élève à 4 543 personnes, parmi lesquelles on compte 80,4 % d'actifs (73,3 % ayant un emploi et 7,1 % de chômeurs) et 19,6 % d'inactifs,. Depuis 2008, le taux de chômage communal (au sens du recensement) des 15-64 ans est inférieur à celui de la France et du département.
La commune fait partie de la couronne de l'aire d'attraction de Toulouse, du fait qu'au moins 15 % des actifs travaillent dans le pôle,. Elle compte 4 557 emplois en 2018, contre 3 591 en 2013 et 3 498 en 2008. Le nombre d'actifs ayant un emploi résidant dans la commune est de 3 366, soit un indicateur de concentration d'emploi de 135,4 % et un taux d'activité parmi les 15 ans ou plus de 67,3 %.
Sur ces 3 366 actifs de 15 ans ou plus ayant un emploi, 705 travaillent dans la commune, soit 21 % des habitants. Pour se rendre au travail, 87,5 % des habitants utilisent un véhicule personnel ou de fonction à quatre roues, 2,8 % les transports en commun, 6,6 % s'y rendent en deux-roues, à vélo ou à pied et 3 % n'ont pas besoin de transport (travail au domicile).

### Activités hors agriculture

#### Secteurs d'activités
768 établissements sont implantés  à Cornebarrieu au 31 décembre 2019. Le tableau ci-dessous en détaille le nombre par secteur d'activité et compare les ratios avec ceux du département,.
| Secteur d'activité                                                                                        | Commune | Commune | Département |
| Secteur d'activité                                                                                        | Nombre  | %       | %           |
| --- | ------- | ------- | ----------- |
| Ensemble                                                                                                  | 768     | 100 %   | (100 %)     |
| Industrie manufacturière, industries extractives et autres                                                | 54      | 7 %     | (5,7 %)     |
| Construction                                                                                              | 63      | 8,2 %   | (12 %)      |
| Commerce de gros et de détail, transports, hébergement et restauration                                    | 188     | 24,5 %  | (25,9 %)    |
| Information et communication                                                                              | 15      | 2 %     | (4,1 %)     |
| Activités financières et d'assurance                                                                      | 22      | 2,9 %   | (3,8 %)     |
| Activités immobilières                                                                                    | 28      | 3,6 %   | (4,2 %)     |
| Activités spécialisées, scientifiques et techniques et activités de services administratifs et de soutien | 97      | 12,6 %  | (19,8 %)    |
| Administration publique, enseignement, santé humaine et action sociale                                    | 245     | 31,9 %  | (16,6 %)    |
| Autres activités de services                                                                              | 56      | 7,3 %   | (7,9 %)     |

Le secteur de l'administration publique, l'enseignement, la santé humaine et l'action sociale est prépondérant sur la commune puisqu'il représente 31,9 % du nombre total d'établissements de la commune (245 sur les 768 entreprises implantées  à Cornebarrieu), contre 16,6 % au niveau départemental.

#### Entreprises et commerces
Les cinq entreprises ayant leur siège social sur le territoire communal qui génèrent le plus de chiffre d'affaires en 2020 sont : 
- Serma Ingenierie, ingénierie, études techniques (47 744 k€)
- Clinique Des Cedres, activités hospitalières (39 186 k€)
- Janiphy, hypermarchés (28 634 k€)
- Paredes Toulouse, commerce de gros (commerce interentreprises) d'autres produits intermédiaires (15 489 k€)
- Sabena Technics TLS, réparation et maintenance d'aéronefs et d'engins spatiaux (10 850 k€)

Commune faisant partie de Blagnac Constellation, clinique des Cèdres, centre de rétention administrative, crématorium,

### Agriculture
La commune est dans « les Vallées », une petite région agricole consacrée à la polyculture sur les plaines et terrasses alluviales qui s’étendent de part et d’autre des sillons marqués par la Garonne et l’Ariège. En 2020, l'orientation technico-économique de l'agriculture  sur la commune est la culture de céréales et/ou d'oléoprotéagineuses.
|               | 1988 | 2000 | 2010 | 2020 |
| ------------- | ---- | ---- | ---- | ---- |
| Exploitations | 30   | 27   | 21   | 17   |
| SAU (ha)      | 982  | 926  | 690  | 719  |

Le nombre d'exploitations agricoles en activité et ayant leur siège dans la commune est passé de 30 lors du recensement agricole de 1988  à 27 en 2000 puis à 21 en 2010 et enfin à 17 en 2020, soit une baisse de 43 % en 32 ans. Le même mouvement est observé à l'échelle du département qui a perdu pendant cette période 57 % de ses exploitations,. La surface agricole utilisée sur la commune a également diminué, passant de 982 ha en 1988 à 719 ha en 2020. Parallèlement la surface agricole utilisée moyenne par exploitation a augmenté, passant de 33 à 42 ha.

## Culture locale et patrimoine

### Lieux et monuments
- Église Saint-Clément, avec son clocher-mur de type toulousain
- Château de Cornebarrieu (communal)
- Château de Pontié (privé)
- Château de Laran  (privé)
- Château d'Alliez (Clinique des Cèdres)
- Pôle funéraire de Toulouse Métropole (Crématorium)

### Personnalités liées à la commune
- Le joueur de poker professionnel Ludovic Lacay, second à l'étape World Poker Tour de Barcelone (octobre 2007) notamment, est originaire de Cornebarrieu.
- Fabrice Garcia-Carpintero, éditeur, écrivain et réalisateur.
- François Sautereau (1943-2014), écrivain pour enfants, est mort à Cornebarrieu le 8 septembre 2014.
- La résistante Conchita Ramos (1925-2019), dont la cérémonie de funérailles s'est déroulée au crématorium de Cornebarrieu[45].

## Vie pratique

### Service public
Crématorium,

### Enseignement
Cornebarrieu fait partie de l'académie de Toulouse.
Le service Petite-Enfance sur la commune de Cornebarrieu regroupe deux établissements d'accueil du jeune enfant (EAJE) municipaux "Tom Pouce" et "Les Pitchounets", ainsi qu'une crèche associative "Sucre d'Orge", faisant un accueil total de 88 berceaux.
Le Service éducation regroupe  3 écoles primaires : Les Ambrits, Les Monges et Saint-Exupéry. Le tout est complémenté par un réseau d'aide spécialisée aux élèves en difficultés (RASED). Le collège Jean Mermoz et le lycée Saint-Exupéry se trouvent dans la commune voisine de Blagnac.
Le service enfance-jeunesse accueille les enfants sur les temps périscolaires (ALAE) et extrascolaires (ALSH) dès 3 ans jusqu'à 18 ans. Il regroupe ainsi 5 ALAE, 1 ALSH et 1 Point Accueil Jeunes.

### Culture
Fête locale début septembre, école de musique, théâtre...
Aria : pole culturel de 2 500 m² réalisé en brique de terre compressée, abritant une médiathèque, un auditorium et une salle de spectacle.

### Activités sportives
Pétanque, football, basket-ball, badminton, arts martiaux, tennis, La Ruée des Fadas, centre équestre, fitness center, espace spa...

### Écologie et recyclage
La collecte et le traitement des déchets des ménages et des déchets assimilés ainsi que la protection et la mise en valeur de l'environnement se font dans le cadre de la Toulouse Métropole et de l'agence de l'environnement et de la maîtrise de l'énergie.
Une déchetterie est présente sur la commune.

## Pour approfondir